# 미끌풀과
미끌풀과(Dumontiaceae)는 진정홍조강 돌가사리목에 속하는 홍조식물과의 하나이다. 19속 69종으로 이루어져 있다. 자주비로드(Dudresnaya japonica)와 좀진자주비로드(Dudresnaya kuroshioensis) 등을 포함하고 있다.

## 하위 속
| - Constantinea - Cryptosiphonia - Dasyphloea - Dilsea - Dudresnaya - Dumontia - Farlowia | - Gibsmithia - Hyalosiphonia - Kraftia - Leptocladia - Masudaphycus - Neodilsea | - Orculifilum - Pikea - Rhodopeltis - Thuretellopsis - Waernia - Weeksia |